# Мареново
Мареново је насеље у Србији у општини Варварин у Расинском округу. Према попису из 2022. било је 279 становника (према попису из 2002. било је 453 становника).

## Географија
Мареново се налази у централној Србији, у регији Темнић, на 20км магистралног пута Крушевац - Крагујевац.

## Историја
Ово село је настало после Другог српског устанка, јер га не помињу ни Вук, ни Вујић, ни Срезњевски, нити га има у Усписнику села од 1818. године. Вероватно да је до тада ово село било у саставу Залоговца, као заселак. Већи део земље, где је данас село, и скоро цео сеоски атар била је алија (пуста земља) Кнеза Милоша, где је он жирио свиње. На многе молбе Мареноваца и Залоговаца, он је допустио Шокорцу из Пољне у Левчу, да се то имање распрода по цванцик (4 гроша) ланац а целу им је планину изнад села поклонио (негде око 1835. године).

## Име села
О имену села постоје два тумачења. По једном село је добило име по неком Марјану, који се овде први доселио те се у прво време село звало Марјаново, а по другом, да је село добило име по неком Марину, настојнику имања Кнеза Милоша, те се у почетку звало Мариново.

## Порекло становништва
Становништво се углавном доселило из старе Србије и из крушевачког краја и околних места. По попису из 1948. године било је 606 становника, а по попису из 2001. године 535 становника, што је чинило 2,2% укупног становништва општине. Активно становништво учествује са 71,0% у укупном становништву, а пољопривредно чини 69,0% укупног становништва.
У Горњој Мали:
–Иличићи су досељеници из крушевачког округа, славе Митровдан.
–Милетићи су из Старе Србије, славе Мратиндан-Мину и Аранђеловдан.
У Милатовићкој Мали су:
–Милатовићи су се доселили из Милатовца у округу крагујевачком, славе Ђурђиц и Ђурђевдан.
–Ђорићи су из Залоговца, славе Аранђеловдан, јесењи и летњи.
–Стевановићи су из Залоговца, славе Мратиндан-Мину и Аранђеловдан. Са Милетићима нису никакав род, што би се на први поглед могло закључити.
–Пајчевићи су из Старе Србије, славе Никољдан.
У Доњој Мали су:
–Анђелковићи су се доселили из Тољевца, славе Ђурђиц и Ђурђевдан.
–Радивојевићи су из Велике Дренове, славе Стевањдан, зимски и летњи.
–Глетановићи су из Злегиња у жупском крају, где им је предак убио Турчина па пребегао, славе Јовањдан и Лучиндан.
Сеоске куће су местимично доста разређене и то све јаче што се даље иде од реке уз поток, између неких је растојање 20-30 метара, а између неких и 200-300 метара. Покрај села, левом страном потока, пролази магистрални пут Крушевац - Јасика - Залоговац - Крчин - Рековац - Крагујевац.
Становништво се бави ратарством, воћарством и виноградарством.

## Демографија
У Маренову живи 453 становника, а просечна старост становништва износи 44,1 година (43,2 код мушкараца и 45,0 код жена). У насељу има 116 домаћинстава, а просечан број чланова по домаћинству је 3,91.
Ово насеље је великим делом насељено Србима (према попису из 2002. године), а у последња три пописа примећен је пад у броју становника.
|  |

| Демографија | Демографија | Демографија |
| Година      | Становника  | Становника  |
| ----------- | ----------- | ----------- |
| 1948.       | 606         |             |
| 1953.       | 645         |             |
| 1961.       | 638         |             |
| 1971.       | 640         |             |
| 1981.       | 633         |             |
| 1991.       | 535         | 496         |
| 2002.       | 453         | 507         |

| Етнички састав према попису из 2002.‍ | Етнички састав према попису из 2002.‍ | Етнички састав према попису из 2002.‍ | Етнички састав према попису из 2002.‍ | Етнички састав према попису из 2002.‍ |
| ------------------------------------ | ------------------------------------ | ------------------------------------ | ------------------------------------ | ------------------------------------ |
|                                      |                                      |                                      |                                      |                                      |
| Срби                                 | Срби                                 |                                      | 451                                  | 99,55%                               |
| непознато                            | непознато                            |                                      | 2                                    | 0,44%                                |

| Година пописа     | 1948. | 1953. | 1961. | 1971. | 1981. | 1991. | 2002. |
| ----------------- | ----- | ----- | ----- | ----- | ----- | ----- | ----- |
| Број домаћинстава | 103   | 119   | 126   | 130   | 127   | 122   | 116   |

| Број чланова      | 1  | 2  | 3  | 4  | 5  | 6  | 7 | 8 | 9 | 10 и више | Просек |
| ----------------- | -- | -- | -- | -- | -- | -- | - | - | - | --------- | ------ |
| Број домаћинстава | 19 | 20 | 13 | 14 | 21 | 15 | 8 | 6 | 0 | 0         | 3,91   |

| Пол    | Укупно | Неожењен/Неудата | Ожењен/Удата | Удовац/Удовица | Разведен/Разведена | Непознато |
| ------ | ------ | ---------------- | ------------ | -------------- | ------------------ | --------- |
| Мушки  | 192    | 30               | 138          | 21             | 2                  | 1         |
| Женски | 187    | 9                | 141          | 34             | 2                  | 1         |
| УКУПНО | 379    | 39               | 279          | 55             | 4                  | 2         |

| Пол    | Укупно                    | Пољопривреда, лов и шумарство | Рибарство                            | Вађење руде и камена | Прерађивачка индустрија       |
| ------ | ------------------------- | ----------------------------- | ------------------------------------ | -------------------- | ----------------------------- |
| Мушки  | 128                       | 107                           | 0                                    | 0                    | 4                             |
| Женски | 78                        | 73                            | 0                                    | 0                    | 2                             |
| УКУПНО | 206                       | 180                           | 0                                    | 0                    | 6                             |
| Пол    | Производња и снабдевање   | Грађевинарство                | Трговина                             | Хотели и ресторани   | Саобраћај, складиштење и везе |
| Мушки  | 0                         | 0                             | 8                                    | 0                    | 4                             |
| Женски | 0                         | 0                             | 1                                    | 0                    | 0                             |
| УКУПНО | 0                         | 0                             | 9                                    | 0                    | 4                             |
| Пол    | Финансијско посредовање   | Некретнине                    | Државна управа и одбрана             | Образовање           | Здравствени и социјални рад   |
| Мушки  | 0                         | 0                             | 0                                    | 1                    | 0                             |
| Женски | 0                         | 0                             | 0                                    | 1                    | 0                             |
| УКУПНО | 0                         | 0                             | 0                                    | 2                    | 0                             |
| Пол    | Остале услужне активности | Приватна домаћинства          | Екстериторијалне организације и тела | Непознато            | Непознато                     |
| Мушки  | 1                         | 0                             | 0                                    | 3                    | 3                             |
| Женски | 0                         | 0                             | 0                                    | 1                    | 1                             |
| УКУПНО | 1                         | 0                             | 0                                    | 4                    | 4                             |

## Спорт
У Маренову постоји истоимени фудбалски клуб, ФК Мареново који је основан 2015. године и који се тренутно такмичи у Општинској лиги Варварин. ФК Мареново је прву званичну утакмицу одиграо 12.09.2015. године на свом терену у Маренову са екипом ФК Костреж из Ћићевца. Сезону 2015/16 овај клуб је завршио као трећепласирани клуб у Општинској лиги Варварин, док је у сезони 2016/17 освојио друго место.